# Триарий Матерн Ласцивий
Триа́рий Ма́терн Ласци́вий (лат. Triarius Maternus Lascivius; умер после 193 года) — римский государственный и политический деятель, ординарный консул 185 года.

## Биография
Ни о происхождении, ни о начале карьеры Ласцивия ничего неизвестно. Известно, что он был начальником суда в Астурии и Галлеции. В 185 году он занимал должность ординарного консула вместе с Тиберием Клавдием Брадуа Аттиком. Согласно «Истории Августов», 3 января 193 года преторианцы хотели привести Ласцивия в свой лагерь, чтобы провозгласить «Императором», однако тот «неодетый убежал, явился к Пертинаксу в Палатинский дворец и затем скрылся из Рима». Больше о нём ничего неизвестно.
Вероятно, его сыном был консул 210 года Авл Триарий Руфин.